# Dusona gephyra
Dusona gephyra là một loài tò vò trong họ Ichneumonidae.